# Hrana zeilor
Hrana zeilor este un roman științifico-fantastic scris de H. G. Wells și publicat în 1904. 

## Povestea
Doi oameni de știință, Bensington și Redwood, fac cercetări asupra procesului de creștere al lucrurilor vii. Rezultatul este un produs chimic (pe care îl denumesc Herakleophorbia IV), care accelerează și extinde procesul dincolo de ciclul său normal. Cei doi înființează la țară o fermă experimentală pentru a testa substanța asupra puilor de găină. În cele din urmă, puii se transformă în giganți.  
Din păcate, cuplul neglijent, angajat să hrănească și să supravegheze puii, permite altor creaturi să consume substanța. În curând șobolani giganți, viespe și viermi uriași terorizează satul. Puii evadează și fug spre un oraș din apropiere. Îndemnați de către un inginer civil numit Cossar, Bensington și Redwood își asumă întreaga responsabilitate pentru haosul creat. Înarmați cu puști de vânătoare și explozibili, bărbații vânează monștrii și ard întreaga fermă unde au avut loc experimentele. 

## Traduceri în limba română
- 1964 - Hrana zeilor, în Opere alese, volumul III: Hrana zeilor, ed. Tineretului, traducere Victor Kernbach și C. Vonghizas

## Ecranizări
Cartea a fost ecranizată ca The Food of the Gods (Hrana zeilor) în 1976 de către American International Pictures, filmul fiind scris, regizat și produs de Bert I. Gordon. Anterior, Gordon a scris, regizat și produs (pentru Embassy Pictures) Village of the Giants (1965), de asemenea, vag bazat pe romanul lui Wells. 
În 1989, apare o continuare a peliculei din 1976, film denumit  Gnaw: Food of the Gods, Part 2 (Hrana zeilor II) și scris de Richard Bennett și regizat de Damian Lee.

## Vezi și
- Hrana zeilor, povestire de Arthur C. Clarke din 1964